# Торговиця (Конотопський район)
Торго́виця — село в Україні, у Попівській сільській громаді Конотопського району Сумської області. Населення становить 57 осіб. До 2020 орган місцевого самоврядування — Шевченківська сільська рада.

## Географія
Село Торговиця розташоване на лівому березі річки Торговиці, яка  з'єднує  каналом з річкою Кукілкою. За течією на відстані 2.5 км розташоване село Шевченкове, нижче за течією на відстані 3 км розташоване село Полтавка.
До села примикає невеличкий ліс.

## Історія
Село постраждало внаслідок геноциду українського народу, проведеного окупаційним урядом СССР 1923-1933 та 1946-1947 роках.
Поблизу села знайдені кургани і курганний могильник.

### Російське вторгнення в Україну

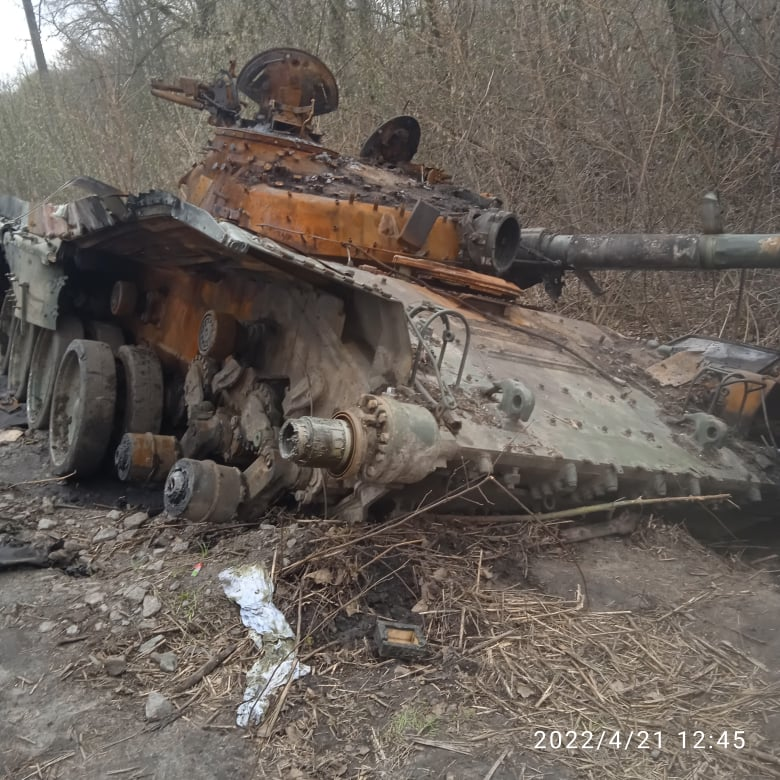
Знищений російський Т-72B, весна 2022

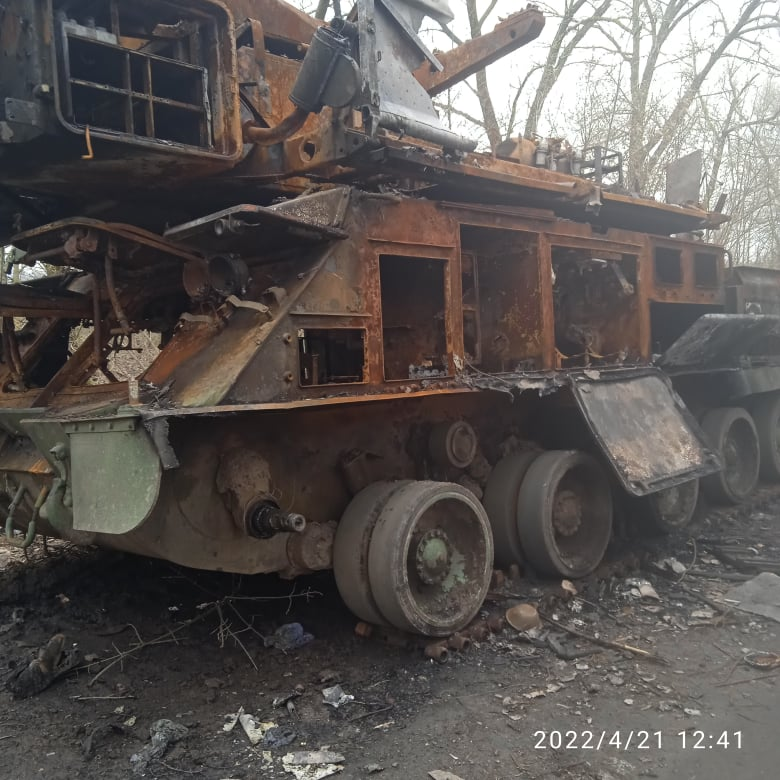
Знищений російський Бук М1-2, весна 2022

Поруч з селом, на автодорозі Шевченкове-Дубов'язівка було знищено російський танк Т-72B та ЗРК Бук М1-2.